# جانيت كولز
جانيت كولز (بالإنجليزية: Janet Coles)‏ هي لاعبة غولف أمريكية، ولدت في 4 أغسطس 1954 في كاليفورنيا في الولايات المتحدة.

## وصلات خارجية
- الموقع الرسمي
- جانيت كولز على موقع رابطة لاعبات الغولف المحترفات (الإنجليزية)